# Amphiophiura ornata
Amphiophiura ornata är en ormstjärneart som först beskrevs av George Richard Lyman 1878.  Amphiophiura ornata ingår i släktet Amphiophiura och familjen fransormstjärnor. Inga underarter finns listade i Catalogue of Life.